# Графтон-стрит
Графтон-стрит (англ. Grafton Street, ирл. Sráid Grafton) — улица в центре Дублина, является одной из двух главных торговых улиц столицы Ирландии, наряду с Генри-стрит. Проходит от парка Сант-Стивенс-Грин на юге (самая высокая точка улицы) до Колледж-грин на севере (самая низкая точка). В 2008 году Графтон-стрит была признана пятой в мировом рейтинге самых дорогих торговых улиц со стоимостью аренды € 5621/ м ²/год.

## История

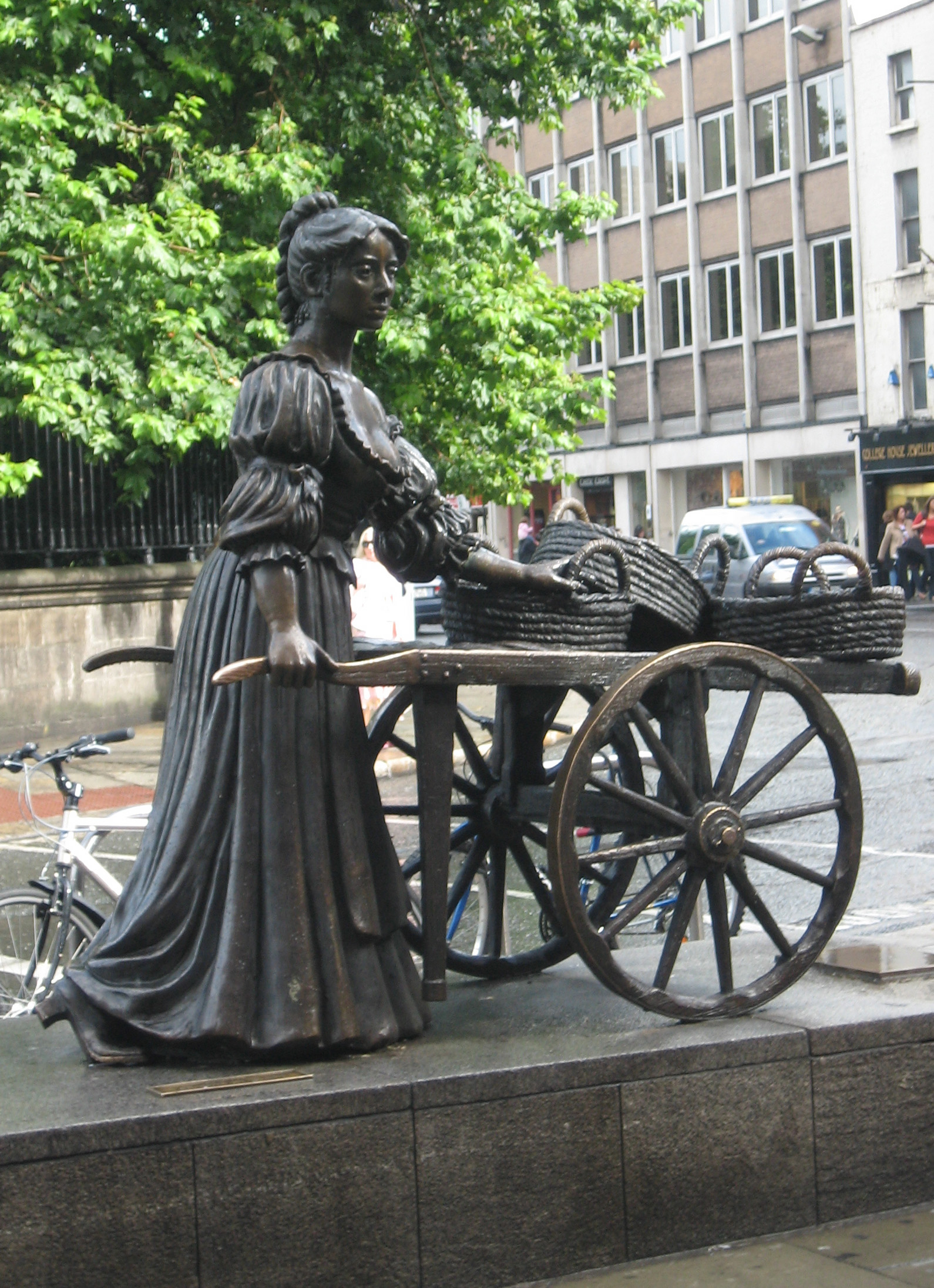
Статуя Молли Малоун на перекрёстке Графтон-стрит и Саффолк Стрит

Улица была названа в честь Генри Фицроя, 1-го герцога Графтона, незаконнорождённого сына английского короля Карла II, который владел землей в этом районе. Улица застраивалась с 1708 года по проекту архитектора Доусона, в честь которого была названа улица Доусон-стрит, проходящая параллельно Графтон-стрит.
После того как в 1790-х годах был построен Мост О'Коннелла (в то время он назывался «Мост Карлайла») через реку Лиффи, Графтон-стрит превратилась в одну самых оживленных торговых и деловых улиц города.
С 1980-х годов Графтон-стрит является преимущественно пешеходной, за исключением короткого участка между Нассау-стрит и Колледж грин. На этом участке улицы находятся две известных достопримечательности Дублина: здание XVIII века — дом ректора Тринити-колледжа, и статуя Молли Малоун, установленная в 1987 году и ставшая популярным местом для встреч. Неподалеку от Графтон-стрит, на Гарри-стрит, 19 августа 2005 года была установлена бронзовая статуя в полный рост певца Фила Лайнотта.
С 1927 года на Графтон-стрит работает кафе компании Bewley’s — Bewley’s Oriental Café.

## Известные уличные музыканты
На Графтон-стрит постоянно выступают уличные музыканты, поэты и мимы. Уличная сцена на Графтон-стрит была изображена в фильме 2007 года Однажды, в главной роли снялся Глен Хансард.
- Глен Хансард — бывший уличный музыкант с Графтон-стрит, лауреат премии «Оскар» и фронтмен The Frames и The Swell Season
- Дэмиен Райс — бывший уличный музыкант с Графтон-стрит[2]
- Rodrigo y Gabriela — мексиканский дуэт гитаристов[3]
- Боно — солист группы U2, выступал в канун Рождества[4]
- Элли Шерлок — певица, гитарист, автор песен, уличный музыкант[5]

Канадский певец-крунер Майкл Бубле включал рождественские огни на Графтон-стрит в 2011 году.

## В массовой культуре
- Графтон-стрит упоминается в тексте песни «Before the Worst» в исполнении ирландской рок-группы The Script: «Это было на Графтон-стрит в дождливую ночь, я упал на одно колено и ты была моей на всю жизнь»[7]
- Американская певица Нэнси Гриффит записала и исполняет песню «На Графтон-стрит»[8]
- Ирландская рок-группа Bagatelle[англ.] в 1970-х годах упоминала Графтон-стрит в своей песне «Лето в Дублине»: «И все молодые люди, идущие вниз по Графтон-стрит, выглядят так хорошо»[9]
- Ирландский киноактёр Ноэль Перселл сделал популярной песню «Прогулка по Дублину», которая включает в себя строку « Графтон-стрит — чудесное место, где магия разлита в воздухе»[10]
- В стихотворении Патрика Кавана «On Raglan Road», положенном на музыку, есть слова: «На Графтон-стрит в ноябре мы слегка запнулись о выступ»[11]
- У британской поп-певицы Дайдо в её последнем альбоме Safe Trip Home есть песня «Графтон-стрит» — дань памяти умершему отцу, который был ирландцем[12]
- Графтон-стрит несколько раз упоминается в романе «Дублинцы» Джеймса Джойса[13].
- О Графтон-стрит упоминает несколько раз Сесилия Ахерн в своем романе «P.S. Я люблю тебя» от лица Холли Кеннеди.